# Русін Андрій Миколайович
Андрі́й Микола́йович Ру́сін (3 листопада 1976 — 29 серпня 2014) — солдат Збройних сил України, учасник російсько-української війни.

## Життєпис
Народився 1976 року в місті Кривий Ріг. Закінчив Криворізьке професійно-технічне училище № 9 за спеціальністю машиніст гусеничного крану. З 1993 по 1995 проходив строкову службу в роті охорони в Луганську. Працював агломератником на «Південному ГЗК» у Кривому Розі.
Призваний за мобілізацією 17 травня 2014 року. Старший стрілець стрілецької роти, 40-й батальйон територіальної оборони «Кривбас».
Загинув при виході колони з Іловайська «гуманітарним коридором», який обстріляли російські війська біля села Новокатеринівка.
2 вересня 2014-го тіло Андрія Русіна разом з тілами 87 інших загиблих у Іловайському котлі привезено до запорізького моргу. Упізнаний бойовими товаришами та родичами.
16 грудня 2014-го похований у місті Кривий Ріг, кладовище «Центральне».
Залишилась без батька донька Анастасія; без брата — сестра Наталія.

## Нагороди та вшанування
За особисту мужність і героїзм, виявлені у захисті державного суверенітету та територіальної цілісності України, вірність військовій присязі під час російсько-української війни, відзначений — нагороджений
- 15 травня 2015 року — орденом «За мужність» III ступеня (посмертно)[1]
- Його портрет розміщений на меморіалі «Стіна пам'яті полеглих за Україну» у Києві: секція 3, ряд 2, місце 32
- Вшановується 29 серпня на щоденному ранковому церемоніалі вшанування українських захисників, які загинули цього дня у різні роки внаслідок російської збройної агресії[2]
- Іловайський Хрест (посмертно)